# Tipula (Microtipula) prolixisterna
Tipula (Microtipula) prolixisterna is een tweevleugelige uit de familie langpootmuggen (Tipulidae). De soort komt voor in het Neotropisch gebied.